# Президент Португалії
Президент Португалії — голова держави Португалія.

## Історія

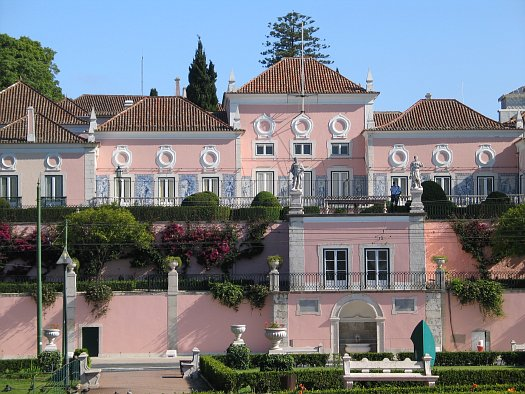
Національний палац Беленя, офіційна резиденція президента

Португалія стала республікою з 1910 року, в результаті революційних подій 5 жовтня. З того часу главою держави є президент Португальської Республіки (порт. Presidente da República Portuguesa, вимовляється МФА: [pɾɨzi'dẽtɨ dɐ ʁɛ'publikɐ]). Першим президентом Португальської Республіки був Мануел де Арріага (1911—1915). Президентом на посаді є Марселу Ребелу ді Соза (переміг на президентських виборах у 2016 році).
У функції президента Португальської Республіки згідно з Конституцією входять, в основному, такі як представництво Португальської Республіки, бути гарантом національної незалежності та єдності держави і забезпечувати нормальне функціонування державних інститутів, а також бути верховним головнокомандувачем збройними силами.
Президент Португалії обирається на прямих загальнонаціональних виборах на 5-річний мандат, при чому не може бути обраний більш ніж на два терміни поспіль. Кандидатура може бути запропонована громадянами-виборцями (мінімум 7,5 тис. підписів, максимум 15 тис. підписів). Для обрання президентом Португалії, кандидат повинен отримати понад 50 % голосів від загальної кількості громадян, що беруть участь у голосуванні. У разі необхідності, з цією метою, може бути проведений другий тур голосування між двома кандидатами, що набрали найбільшу кількість голосів у першому турі.
Президент Португалії очолює Державну раду (порт. Conselho de Estado) — політичний консультаційний орган.
Офіційна резиденція президента Португалії — національний палац у Белені (порт. Palácio Nacional de Belém), що знаходиться у західній частині міста Лісабона.